# Westerhausen
Westerhausen là một đô thị thuộc huyện Harz, bang Sachsen-Anhalt, Đức. Đô thị Westerhausen có diện tích 17,42 km², dân số thời điểm ngày 31 tháng 12 năm 2006 là 2151 người.